# الطريق السريع في مسقط
الطريق السريع في مسقط هو حلبة رياضية تقع في العاصمة العمانية مسقط، يقع على بعد حوالي 2 كم (1.2 ميل) جنوب شرق مطار مسقط الدولي وهو أول مضمار سباق دائم لرياضة السيارات في سلطنة عُمان. تقام المسابقات الوطنية والدولية من سباقات السرعة إلى سباقات 24 ساعة، ومسابقات الانجراف العرضية، وسباقات رالي كروس عليه.

## التخطيط والبناء
بني الطريق السريع في مسقط بشكل أساسي عام 1979 وأعيد تصحيح مساره عام 2012. إذ أنّ أطول نسخة من الدائرة طولها 1.15 كم (0.71 ميل) وعرضها تسعة أمتار. إذ تسمح وصلتان قصيرتان بتكوين ما يصل إلى أربعة متغيرات مختلفة للمسار، الدائرة الدولية الطويلة 1.15 كم (0.71 ميل)، والدائرة الوطنية، والدائرة الكلاسيكية، ودائرة القصر، ويوفر المدرج في ممر الحفرة مساحة لما يصل إلى 1000 متفرج.